# Charles Goerens
Charles Goerens, né le 6 février 1952 à Ettelbruck (Luxembourg), est un homme politique luxembourgeois, membre du Parti démocratique (DP). Député européen depuis juillet 2009, il siège au groupe de l'Alliance des démocrates et des libéraux pour l'Europe (ADLE).

## Biographie
En 1979, Charles Goerens est élu à la Chambre des députés du Luxembourg. Il y est réélu en 1984, 1989, 1994, 1999 et 2004.
Il est député européen de 1982 à 1984, puis de 1994 à 1999, et de 2009 à 2014.
De 1987 à 1990, il est président de l'assemblée de l'Union de l'Europe occidentale.
De 1989 à 1994, il est président du Parti démocratique.
De 1999 à 2004, il est ministre de l'environnement, et ministre de la coopération, de l'action humanitaire et de la défense,.
De 2006 à 2009, il est président du Parti démocratique.
En mai 2013, Charles Goerens est nommé rapporteur sur la proposition législative 2015 Année Européenne de la Coopération au Développement.
En octobre 2013, il renonce à son mandat de député luxembourgeois.
En octobre 2014, il dénonce l’absence de coordination de la communauté internationale dans la gestion de la crise du virus Ebola.